# 荘王 (楚)
荘王（そうおう）は、中国春秋時代の楚の王。姓は羋、氏は熊。諱は侶、または旅。諡は荘。楚の歴代君主の中でも最高の名君とされ、春秋五覇の一人に数えられる。成王惲の孫で、暴君だった穆王商臣の嫡子。共王審の父。

## 鳴かず飛ばず
穆王12年（紀元前614年）、父の薨去により即位。即位した直後、まだ若い王であったため、公子燮（しょう）が謀反を起こした。一旦は首都と王室を完全に支配下におき、自ら王を名乗ったが反対勢力の拡大に身の危険を感じ、荘王を拘束して北方へ逃げた。晋と秦と楚の国境近くの商密というところで反攻を開始しようという狙いからであった。ところが途中で公子燮は楚の盧邑大夫盧戢梨と叔麋に捕らえられ、殺された。荘王は解放され首都に戻ることができた、ということがあった。
それ以降、荘王は全く政治を見ず、日夜宴席を張り、「諫言する者は全て死罪にする」と宣言した。王がその様なので、悪臣は堂々と賄賂を取ったりするようになり、風紀は乱れた。家臣達は呆れ返ったものの諫言も出来ずに見守っていたが、遂に3年目となって伍挙（伍子胥の祖父）が両側に女を侍らせていた荘王に進み出て、「謎かけをしたいと思います。ある鳥が3年の間、全く飛ばず、全く鳴きませんでした。この鳥の名は何と言うのでしょうか？」と言った。荘王は「三年飛（蜚）ばない鳥は、飛べば天を衝くほど高く飛び、三年鳴かない鳥は、鳴けば人を驚かすだろう。挙よ退りなさい。私には（お前が言いたいことは）分かっている」と答えた。その後も淫蕩に耽ったが、大夫蘇従が諌めてきた。荘王は気だるげに「法（諫言すれば死罪）は知っているな」と問うたが、蘇従は「我が君の目を覚まさせることができるならば、本望です」と答えたので、荘王は「よくぞ申した」と喜び、これを機にそれまでの馬鹿のふり（仮痴不癲）を解いた。
荘王は3年間、愚かな振りをする事で家臣の人物を見定めていたのである。悪臣を数百人誅殺し、目を付けておいた者を新たに数百人登用して、伍挙と蘇従に国政を取らせた。民衆の人気は一気に高まり、国力も大きく増大。楚は周辺諸国を脅かす存在となった。
この故事からじっと機会を待つ状態の事を「鳴かず飛ばず」と言うようになった（ただし現在では長い間ぱっとしないと言う意味で使う事が多い）。なお、荘王から250年ほど後の人物である斉（田斉）の名君の威王にも荘王と同様の逸話が見られる。

## 問鼎
国政を整備した荘王は、庸を攻略したのを皮切りに周辺諸国を圧迫し、領土を広げて、覇者としての頭角を顕わしはじめた。荘王8年（紀元前606年）には兵を周の都・洛邑の郊外にまで進めそこに駐屯した。周から使者が来ると、荘王は使者に九鼎の重さを問いただした。九鼎とは殷の時代から受け継がれた伝国の宝器で、当時は王権の象徴とみなされていたものである。その重さを問うということは、すなわちそれを持ち帰ることを示唆したものに他ならず、周の王位を奪うこともありえることを言外にほのめかした一種の恫喝である。周の使者・王孫満(zh)は、これにひるむ事なく言った。問題は鼎の軽重ではなく、徳の有無である。周の国力は衰えたとはいえ、鼎がまだ周室のもとにあるということは、その徳が失われていないことの証に他ならない、と。これには荘王も返す言葉がなく、その場は兵を引かざるを得なかった。この故事から、「面と向かって皇位をうかがうこと」、ひいては「面前の相手の権威や価値を公然と疑うこと」を、「鼎の軽重を問う」（かなえの けいちょうを とう）、また略して「問鼎」（もんてい）と言うようになった。

## 絶纓（ぜつえい）の会
荘王はある夜、臣下たちを宴に招いた。皆、心ゆくまで酒を飲み、多くの者が酔った。宴もたけなわの頃、正殿の蝋燭（ろうそく）が風に吹き消された。と、その時、蒋雄という者が闇に紛れて后の唇を奪ってしまった。后は咄嗟に蔣雄の纓（冠のヒモ）を引きちぎり、荘王にこう言った。「蝋燭が消えた隙に、私に無礼を働いた者がおります。私はその者の纓を引きちぎりました。蝋燭を灯しさえすれば、それが誰だかすぐわかります」。だが荘王は、「今しがた、わしの妻がつまらぬ事を申した。わしは皆の者にそのように楽しくくつろいでもらい大変嬉しい。ここは無礼講、みな、明かりがつかぬ間に纓を引きちぎれ」と命じ、一同がその通りにした。そのおかげで蔣雄は罪を問われずに済み、蔣雄は心から荘王に感謝した。
その後、楚が秦に苦しめられたとき、蔣雄はいざこの時だ、とばかりに先陣を切り、満身創痍になりながらも大功を立てた。そして荘王が息も絶え絶えの蔣雄に向けて「よくやってくれた。だが、わしはお前をそこまで大事にした覚えはないのに、何ゆえ命を惜しまずにここまでやってくれたのか？」と尋ねた。すると蔣雄は「いいえ、王は私を救ってくださいました。私は絶纓の会の時、后様の唇にいたずらをした者でございます。あの時の王様の計らいで私は恥を晒さずに済みました。このような形で恩を返せて幸せでございます」と答え、笑顔で死んでいった。寛容で女に迷わない立派な君主としての荘王の人格を示す故事である。

## 春秋の覇者へ
荘王はさらに陳の内乱に乗じて一時併合し、鄭を攻めて陳と共に属国化した。荘王17年（紀元前597年）、鄭の援軍に来た晋軍を邲で撃破した（邲の戦い）。この時の晋軍では逃げる船に乗る時に、転覆する事を恐れた兵士が船にしがみついている兵士の手を切り落としたので、船の中には指が手で掬（すく）えるほど溜まった。大勝の後、臣下から京観（討ち取った敵兵士の遺体を使ってつくる戦勝のモニュメント）を作る事を進められたが荘王は却下する。「武」という字は「戈」を「止」めると書き、暴を禁じ、戦を止め、大を保ち、功を定め、民を安じ、衆を和し、財を豊かにするためのものである。自分がしたことはこの武徳にはあてはまらず、その上忠誠を尽くした晋兵の遺体を使って京観を作る事はできない、と言う理由からである。
実際は「武」の字は「戈」と「止（あし）」から成り「戈を進める」が原義であり、この逸話は後世の創作といわれる。「戈を止める」の逸話は孔子の弟子が編纂した「春秋左氏伝」のみに見え、「春秋公羊伝」や「春秋穀梁伝」には無い。

## 最後の戦い
晋を退けて覇業を成した荘王は、その総仕上げとして、今なお晋に従う宋を標的に定めた。その初段階として荘王19年（紀元前595年）、かつて父穆王の命で宋の昭公(zh)の御者に鞭打って、宋人の恨みの的になっていた申舟を斉への使いに指名し、「宋を通る際は挨拶無用」と命じた。これは申舟が宋への無礼で殺される事で、宋への出兵の口実とする為で、荘王は申舟が殺されたと聞くや、電光石火の如く宋に攻め込み、首都の商丘（河南省商丘市）を包囲した。この間、魯も楚の盟下に入るなど、着実に荘王の覇業は完成に近づきつつあった。しかし、右師の華元を初めとする宋軍の必至の抵抗により、翌荘王20年（紀元前594年）5月になっても商丘を攻め落とす事が出来ず、荘王は遂に撤退を命じた。だが、申舟を犠牲にされた息子の申犀がその不実を責め、荘王は進退窮する状態に陥ってしまったが、荘王の御者を勤めていた申叔時(zh)の献策で、荘王は商丘郊外に屯田を設営して、持久戦の構えを見せた。これには華元達も戦意を失い、子反（公子側, zh）の仲介の元、宋は楚の盟下に入り、荘王の覇業は完成した。
荘王23年（紀元前591年）7月、薨去した。
周に対する尊王の志は薄いが、その権威は天下を覆ったと言えるので、『荀子』「王覇篇」をはじめとして、荘王を「春秋五覇」に挙げる漢籍は多い。

## 妻子

### 妃
- 樊姫
- 鄭姫
- 越女

### 子
- 共王
- 公子貞（子嚢）
- 公子午（子庚）
- 公子追舒（子南）